# Сейсян, Рубен Павлович
Рубе́н Па́влович Сейся́н (7 августа 1936, Сочи — 2 августа 2024) — советский и российский учёный, специалист в области физики полупроводников и гетероструктур. Доктор технических наук (1978), профессор. Иностранный член НАН Армении (2008).

## Биография
В 1960 году окончил кафедру диэлектриков и полупроводников ЛЭТИ (теперь кафедра микро- и наноэлектроники).
С 1961 по 1981 годы работал в НИИ «Гириконд» НПО «Позитрон» МЭП СССР в качестве инженера, заведующего лабораторией (1963), заведующего отделом (1966). Один из инициаторов постановки научных исследований в области микроэлектроники, главный разработчик нескольких десятков интегральных схем и микроэлектронных технологий (около 80 по НИР и ОКР, более 20 изобретений). Автор идеи и главный конструктор демонстрационного образца (1970) ДИМ — домашней информационной машины, предвосхитившей черты персонального компьютера. Участвовал в организации базовой кафедры НПО «Позитрон» в ЛЭТИ (1973), на которой работал доцентом, заместителем заведующего до 1981 года.
С 1981 года работал в ФТИ: заведовал сектором, затем лабораторией функциональной и физической микроэлектроники Отделения физики полупроводниковых гетроструктур (ныне Центр физики наногетероструктур). Проводил исследования в областях спектроскопии полупроводников и полупроводниковых наноструктур, микроэлектроники и оптоэлектроники. Автор более 250 научных публикаций, индекс Хирша — 16 (по данным РИНЦ на 2024 г.). С 1983 года — заведующий базовой кафедрой твердотельной электроники ФТИ в СПбГПУ. Подготовил 26 кандидатов наук.
Принял активное участие в создании в конце 1980-х Физико-технической школы (ФТШ) при ФТИ (ныне лицей ФТШ им. Ж. И. Алфёрова при Академическом университете в Санкт-Петербурге).
В 2008 году был избран в Национальную академию наук Республики Армения (НАН РА) в качестве иностранного члена, специализация «Микро- (нано-) электроника, нанолитография, полупроводниковая спектроскопия».
Свободное время отдавал живописи, в 2004 году в ЛЭТИ была организована выставка его картин.
Сын учёного Александр — врач-психиатр.
Р. П. Сейсян скончался 2 августа 2024 года в возрасте 87 лет. Церемония прощания прошла 7 августа, похоронен в тот же день на Смоленском армянском кладбище Санкт-Петербурга.